# Smells Like Teen Spirit
Smells Like Teen Spirit és una cançó de la banda nord-americana Nirvana. És la primera cançó de l'àlbum de 1991, Nevermind, i va ser el seu primer senzill. Va ser escrita per Kurt Cobain, Krist Novoselic, Dave Grohl i produïda per Butch Vig.